# Росні Смарт
Росні Смарт (19 жовтня 1940 — 15 січня 2025) — прем'єр-міністр Гаїті у 1996—1997 роках. Залишив свій пост до того, як йому було знайдено заміну. В результаті посада глави уряду залишалась вакантною упродовж близько двох років.